# Matt McBride
Matthew Hagerty McBride (né le 23 mai 1985 à Bethlehem, Pennsylvanie, États-Unis) est un joueur des Ligues majeures de baseball qui a évolué avec les Rockies du Colorado et les Athletics d'Oakland entre 2012 et 2016. Ce joueur d'utilité peut évoluer aux positions de receveur, premier but et voltigeur.

## Carrière
Matt McBride joue au baseball comme receveur à l'Université Lehigh en Pennsylvanie lorsqu'il devient un choix de deuxième ronde des Indians de Cleveland en 2006. Après une blessure à l'épaule subie en 2007 alors qu'il évolue en ligues mineures dans l'organisation des Indians, McBride commence à jouer au premier but et champ extérieur en plus du poste de receveur. Le 31 juillet 2011, McBride et trois autres joueurs des ligues mineures sont transférés des Indians aux Rockies du Colorado en retour du lanceur Ubaldo Jiménez.
McBride fait ses débuts dans le baseball majeur avec les Rockies le 4 août 2012 à l'âge de 27 ans. Il frappe deux coups sûrs et produit un point à son premier match. Son premier coup sûr en carrière est réussi aux dépens du lanceur Madison Bumgarner des Giants de San Francisco. Il réussit son premier coup de circuit le 16 septembre suivant contre le lanceur Andrew Werner des Padres de San Diego. En 2012, McBride frappe pour ,205 de moyenne au bâton avec deux circuits en 31 matchs pour Colorado.
En 2013, il ne joue qu'en ligues mineures chez les Sky Sox de Colorado Springs, club-école des Rockies.